# Ismaël Diallo
Ismaël Jean Chester Diallo (Séguéla, 29. siječnja 1997.) je bjelokošćanski nogometaš koji trenutačno igra za splitski Hajduk i bjelokošćansku nogometnu reprezentaciju. Igra na poziciji lijevog beka, iako može igrati i na poziciji stopera.

## Klupska karijera

### Bastia
Diallo seniorsku karijeru započinje u redovima Bastije. Zadržao se tu tri godine, prvotno igrajući za rezervnu momčad dvije godine, dok je zadnju sezonu odradio u prvom sastavu.

### Ajaccio
Istekom ugovora u Bastiji, početkom srpnja 2018. godine prelazi u Ajaccio. I tu započinje s nastupima u rezervnoj momčadi, ali početkom 2019. godine biva prebačen u prvu momčad gdje postaje standardan prvotimac sljedeće četiri godine.

### Hajduk
Dana 12. srpnja 2023. godine kao slobodan igrač potpisuje za splitski Hajduk s kojim potpisuje ugovor na tri godine, uz mogućnost produženja za još jednu godinu. Debitirao je za Hajduk u prvoj utakmici 3. kola kvalifikacija za ulazak u Konferencijsku ligu protiv grčkog PAOK-a, odigravši zadnjih 11 minuta susreta. U početnim nastupima za Hajduk igra na poziciji stopera, ali ozljedom Darija Melnjaka postaje standardni prvotimac na svojoj prirodnoj poziciji lijevog beka. Prvijenac za Hajduk postiže 27. veljače 2024. godine, u utakmici četvrtfinala hrvatskog kupa u visokoj pobjedi Hajduka od 5:0 nad Varaždinom. Drugi pogodak za Hajduk, a prvi prvenstveni stigao je početkom veljače 2025. godine, u 3:2 porazu od zagrebačke Lokomotive u utakmici 20. kola 1. HNL.

## Reprezentativna karijera
Igrao je za nekoliko mlađih uzrasnih kategorija bjelokošćanske reprezentacije. Također, predstavljao je svoju zemlju na Olimpijskim igrama u Tokiju 2020. godine.
Za seniorsku reprezentaciju Obale Bjelokosti debitirao je 30. studenoga 2014. godine u prijateljskoj utakmici protiv JAR-a.  Nakon dobrih igara u Hajduku, krajem 2023. godine uvršten je u kadar Obale Bjelokosti za nastup na Afričkom kupu nacija kojemu je domaćin bila upravo Obala Bjelokosti. S Obalom Bjelokosti na kraju osvaja Afrički kup nacija na domaćem terenu iako nije odigrao niti minute na cijelom turniru. Također, Diallo se upisao u povijest Hajduka kao prvi igrač koji je noseći dres splitskog kluba uspio osvojiti neko kontinentalno natjecanje.

## Statistike

### Reprezentativna statistika
Ažurirano 7. travnja 2024.
| Nogometna reprezentacija Obale Bjelokosti | Nogometna reprezentacija Obale Bjelokosti | Nogometna reprezentacija Obale Bjelokosti |
| Godina                                    | Nastupi                                   | Golovi                                    |
| ----------------------------------------- | ----------------------------------------- | ----------------------------------------- |
| 2014.                                     | 1                                         | 0                                         |
| 2024.                                     | 1                                         | 0                                         |
| Ukupno                                    | 2                                         | 0                                         |

## Trofeji
Obala Bjelokosti:
- Afrički kup nacija (1): 2023.

## Vanjske poveznice
- Profil na Transfermarktu
- Profil na Soccerwayu